# گشتن کانال‌ها
گشتن بین کانال‌ها عملی است که در آن فرد کانال‌های مختلف تلویزیونی یا رادیویی را برای پیدا کردن چیزی جالب برای تماشای و یا گوش دادن پشت سر هم و تند-تند عوض می‌کند. با زیاد شدن تعداد کانال‌های تلویزیونی که برنامه‌های تبلیغاتی پخش می‎کردند، این اصطلاح به صورت Channel surfing در امریکا به وجود آمد.